# Danza tradicional japonesa

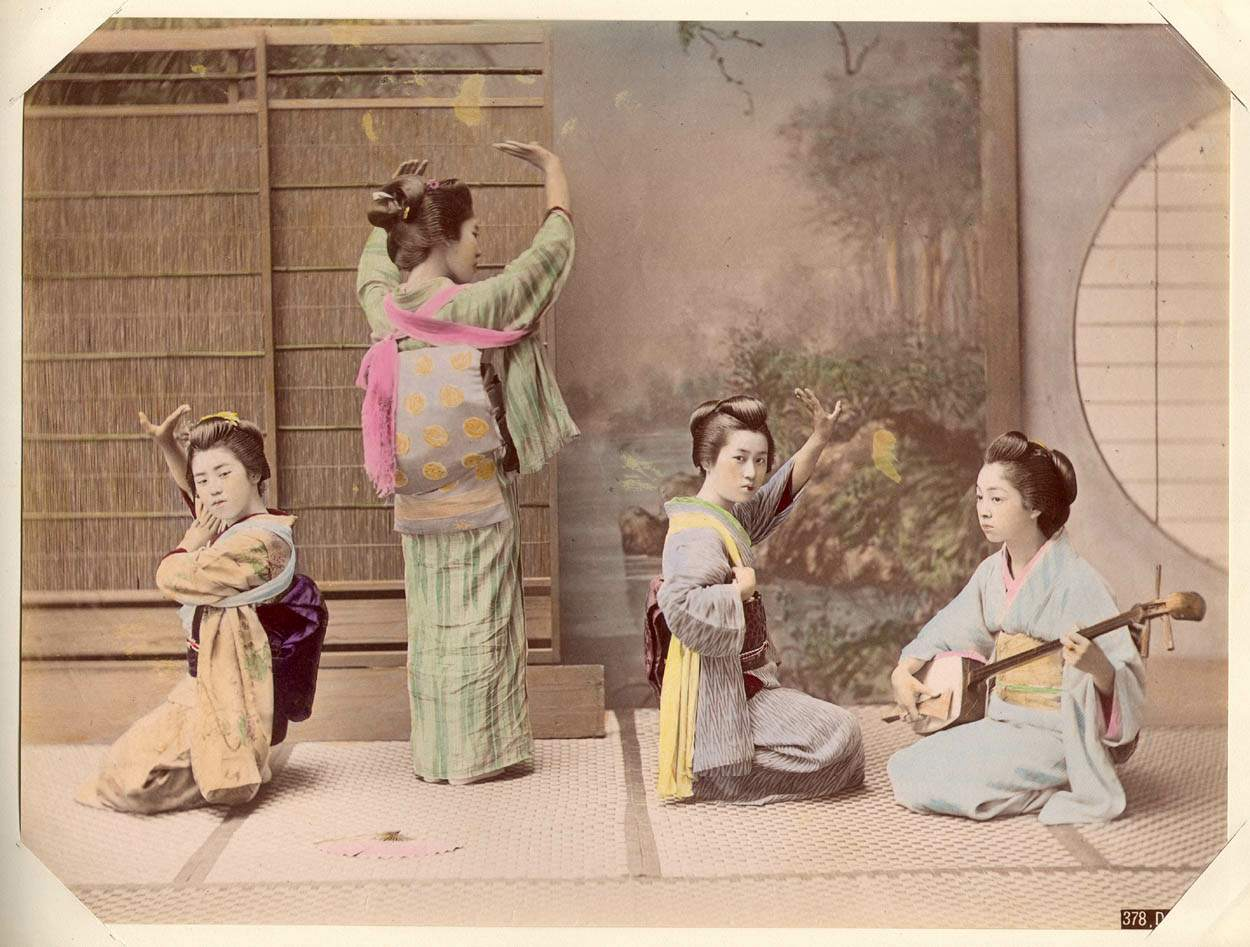
Fotografía antigua de mujeres haciendo danza tradicional japonesa. Foto de Kusakabe Kimbei.

La danza tradicional japonesa se refiere a las diferentes expresiones artísticas de danza realizadas en dicho país. Se divide en dos formas principales: odori (踊り?), originado en el período Edo; y el mai (舞?), desarrollado en la parte oeste de Japón. El odori se desarrolló fuera del escenario teatral kabuki y es orientado más a los sentimientos masculinos; mientras que el mai es desarrollado en las habitaciones en vez del escenario, y fue influido por el teatro nō.
He 
Existe una variante del mai llamado kyomai o danza de estilo Kioto. Se desarrolló en la era Tokugawa durante el siglo XVII y tiene una fuerte influencia en la sofisticación y glamour de los hábitos de la Corte Imperial de Kioto.